# Etofibrat
Etofibrat ist ein Arzneistoff aus der Gruppe der Lipidsenker zur Behandlung von Fettstoffwechselstörungen.

## Pharmakologie
Etofibrat wird im Organismus rasch hydrolysiert, wobei die Monoglycolate der Nikotinsäure und der Clofibrinsäure entstehen, unverändert tritt es im Plasma nicht auf. Die Wirkung entsteht wie bei den anderen Fibraten durch Bindung an den intrazellulären Peroxisom-Proliferator-aktivierten Rezeptor der Subgruppe α, wodurch der Fettsäureabbau in Peroxisomen gesteigert, der Abbau von LDL-Cholesterin erhöht und die VLDL-Synthese vermindert werden.
Bei Patienten mit Dyslipidämie oder Hyperlipidämie verbessert Etofibrat die Lipoproteinprofile im Plasma, indem es das Cholesterin der Lipoproteine niedriger Dichte (LDL-Cholesterin) und die Triglyceride reduziert. Experimentell fördert es die Fibrinolyse und Thrombolyse und mindert die Anfälligkeit der Lipoproteine für oxidativen Stress.
Im Rahmen einer Studie an Patienten mit diabetischer Retinopathie, einer häufigen Ursache für Sehkraftverlust bei Erwachsenen in den Industrie- und Entwicklungsländern, wurde die Wirkung von Etofibrat untersucht. Die Ergebnisse zeigten, dass die Behandlung mit Etofibrat die Krankheit positiv beeinflusst. Im Vergleich zur Placebogruppe wies die Etofibrat-Gruppe auch signifikante Verbesserungen des Gesamtcholesterins, des LDL-Cholesterins und des HDL-Cholesterins auf. Etofibrat stellt nach Ansicht der Autoren damit eine wirksame Behandlung der Augenpathologie bei Typ-2-Diabetes mellitus dar.
Bei der Gabe von Fibraten besteht aufgrund nachteiliger Veränderungen in der Gallenlipidzusammensetzung und verminderter Gallensäureausscheidung die Gefahr der Gallensteinbildung. 1980 wurden in Studien die Wirkungen von Clofibrat, Etofibrat und Fenofibrat auf die Plasmalipide und Lipoproteine sowie auf die Zusammensetzung der Gallenfette bei gesunden jungen männlichen Freiwilligen untersucht. Der lithogene Index ist das Maß für die Sättigung der Gallenwege mit Cholesterin. Dieser Wert stieg unter den Clofibrinsäureestern Clofibrat und Etofibrat deutlich an, hingegen nicht unter dem Clofibratanalogon Fenofibrat. Fibrate scheinen also die Zusammensetzung der Gallenfette auf unterschiedliche Weise beeinflussen zu können.
Zur Behandlung der koronaren Herzkrankheit gelten Fibrate gegenüber den Statinen heute als Lipidsenker der zweiten Wahl, Etofibrat ist in den Ländern der EU (Stand 2022) nicht mehr gebräuchlich.

## Synthese
Die mehrstufige Synthese von Etofibrat ist in der folgenden Reaktionssequenz beschrieben:
Zunächst wird Clofibrinsäure mit Ethylenglycol umgesetzt und es wird 2-Hydroxyethyl-2-(4-chlorphenoxy)-2-methylpropanoat erhalten. Dieses wird im nächsten Schritt mit Nicotinoylchlorid umgesetzt, wobei Etofibrat entsteht.

## Handelsnamen
Lipo-Merz (D, a.H.)